# マユハケオモト

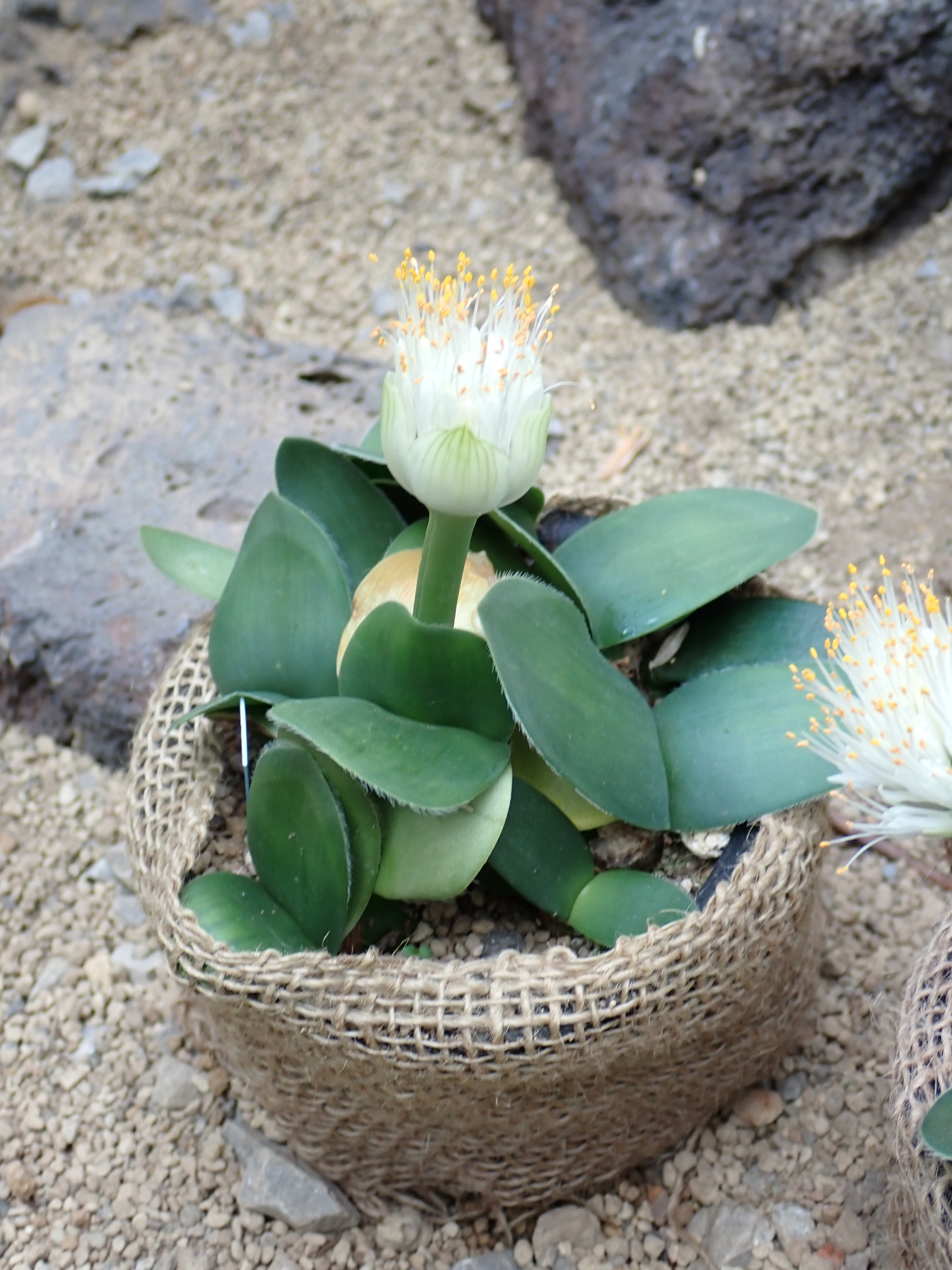
マユハケオモト（2024年11月 大阪市 咲くやこの花館）

マユハケオモト（眉刷毛万年青）は、ヒガンバナ科マユハケオモト属に含まれる球根植物。学名をそのまま読んで、ハマエンサス・アルビフロルスとも呼ばれる。

## 特徴
南アフリカのケープ州南東部、クワズール・ナタール州にかけて自生し、涼しい日陰を好む。10～11月頃に生長点から花茎を伸ばし、先端に無数の糸状の雄蕊が集まった白色の花を付ける。果実は肉質で、白色の大きな種子を持つ。常緑性の葉を持つ。ある程度の耐寒性があり、水不足にも強いが室内の方がよく育つ。
日本には明治時代初期に渡来した。花言葉に「清純」「純粋」というものがある。

## 名前の由来
ギリシャ語でHaima（血液）とAnthos（花）の合成語が名前の由来で、タイプ種 H. coccineus などで見られる赤色の花が血液の色を髣髴とさせる事からだとされている。しかし、本種は種小名が示す様に、白色の花が咲く。和名の由来は、花茎の先端の花が眉刷毛に似ている事からそれにちなんでいる。漢名は虎耳蘭。